# Berzova
Marosborsa, 1910 előtt Berzova (románul: Bârzava) falu Romániában, Arad megyében.

## Fekvése
A Maros jobb partján, Lippától 25 kilométerre keletre található. A község határának 69%-a erdő, 19%-a legelő és rét és csupán 9%-a szántóföld.

## Nevének eredete
Neve szláv eredetű (< brĕza ‘nyírfa) és eredetileg valószínűleg patakjára vonatkozott. A helységnévrendezéskor Arad vármegye ötletéből kapta a Marosborsa nevet. Történeti említései: Bozova (1471), Nagbozwa (1479), Also Bozwa (1519), Berzova (1743) és Berzava (1808).

## Története
Lakói korábban aranyat mostak és hajókat is készítettek, de a 19. században a mészégetés és a szénégetés vált a fő jövedelemforrásukká. A század második felében a település királyi erdőgondnoksági székhely volt. Három országos vásárán főként juhot adtak-vedtek. 1873-ban alakult meg görögkatolikus egyháza. A század folyamán beléolvadt Turzsova és Andrásfalva. 1893-ban gyógyszertár nyílt benne.
Közelében a 20. század második felében, egészen az 1990-es évekig uránszurokércet bányásztak.

## Népessége
- 1850-ben 1421 ortodox román lakosa és egy fatemploma volt, két lelkésszel.[4]
- 1900-ban 1732 lakosából 1554 volt román, 135 magyar és 38 német anyanyelvű; 1023 ortodox, 535 görögkatolikus, 102 római katolikus és 51 zsidó vallású.
- 2002-ben 974 lakosából 964 volt román nemzetiségű; 779 ortodox, 110 görögkatolikus és 71 pünkösdista vallású.

## Látnivalók
- A Maros Szépvölgy nevű, romantikus szurdoka a községközponttól Kaprucáig húzódik.

## Híres emberek
- A helybeli postamester fiaként az 1850-es években itt töltötte gyermekkorát Paál László.
- Itt született 1883. június 7-én Tőkés Ernő református lelkipásztor, egyházi író.

## Képek

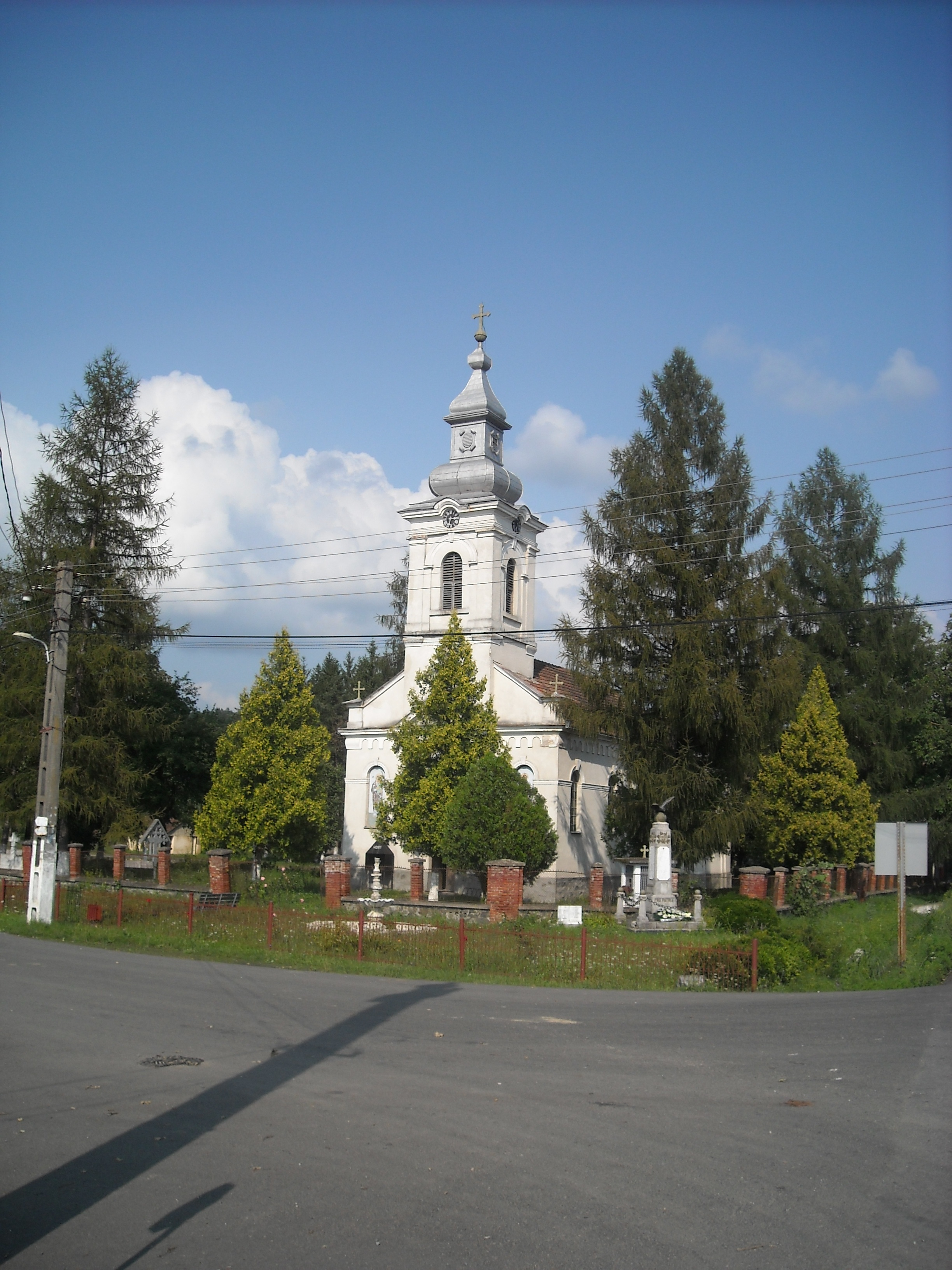
Ortodox templom